# 伯斯莱本-维勒斯莱本
伯斯莱本-维勒斯莱本（德語：Bösleben-Wüllersleben）是德国图林根州的市镇，隶属于伊尔姆县。总面积为16.1平方千米，截至2023年12月31日总人口为621人。